# Tavelgrynnan
Tavelgrynnan är en ö i Finland. Den ligger i Bottenhavet och i kommunen Korsnäs i den ekonomiska regionen  Vasa i landskapet Österbotten, i den västra delen av landet. Ön ligger omkring 52 kilometer sydväst om Vasa och omkring 350 kilometer nordväst om Helsingfors.
Öns area är 0,7 hektar och dess största längd är 140 meter i nord-sydlig riktning.